# Portosín
Portosín es una villa de la parroquia de Goyanes, en el municipio español de Puerto del Son en La Coruña (Galicia).
Tiene puerto pesquero y un club náutico, el Real Club Náutico de Portosín, que se trata de un importante foco de turismo dentro del municipio. Además la villa cuenta con un centro de educación primaria; el CEIP de Portosín, un centro de salud y casa de la cultura.
La villa ha experimentando un gran crecimiento y expansión en los últimos años, motivado principalmente por las segundas residencias y el turismo, pasando de ser una pequeña aldea marinera constituida principalmente por viviendas unifamiliares, a ser una villa con capacidad para albergar una población similar a la capital municipal. Actualmente debido a su crecimiento la villa ha absorbido núcleos rurales limítrofes como A Richoliña, O Mariño y parte de Freixido y O Campanario.
En 2022 tenía una población de 606 residentes permanentes (310 hombres y 296 mujeres) de acuerdo al INE. Cabe destacar que el nomenclátor del INE todavía considera a la aldea de Mariño (con 218 habitantes) como una entidad de población separada, pero urbanísticamente fue absorbida por el núcleo urbano de Portosín en las últimas décadas. En el PGOM del municipio dicha localidad ya no figura como tal, por lo que podemos asumir que la población real de todo el núcleo urbano de Portosín en el año 2022 es de 824 habitantes. 
Sumado a esto hay que tener en cuenta que en temporada estival la población se multiplica varias veces llegando en ocasiones a los 2000 residentes, siendo el principal receptor de turistas del municipio. Esto provoca que durante la mayor parte del año un gran número de viviendas permanezcan vacías.

## Etimología del topónimo
El nombre Portosín es una derivación del nombre de una supuesta villa romana conocida como Portus Sinum o Portus Sinus, que en latín significa puerto del golfo o puerto de la bahía en referencia a la ría de Muros y Noya.

## Barrios o Zonas
- Centro: Es la zona construida a lo largo de la vía AC-550. Las edificaciones rondan los 3 o 4 plantas y son de reciente construcción.
- O Mariño: Es la expansión de Portosín hacia el este. En esta zona se encuentran las edificaciones más recientes, construidas a lo largo de la década del 2000. Anteriormente era un asentamiento independiente, pero ha sido absorbido por la villa en la última década.
- Coira: Es la zona construida a lo largo de la playa del mismo nombre y del paseo marítimo. Los edificios de altura más nuevos conviven con pequeñas viviendas unifamiliares más antiguas.
- Zona del puerto: Es la zona más antigua de la villa. Aquí se conservan algunas de las edificaciones de carácter tradicional y anteriormente existía un pequeño muelle. La playa de Coira llegaba hasta esta zona pero en la actualidad ha sido substituida por un puerto pesquero más moderno y un paseo marítimo.
- A Richoliña: Antiguamente constituía un núcleo independiente pero fue absorbido por el núcleo urbano en las últimas décadas.
- Freixedo: Parte de esta aldea ha sido absorbida por el núcleo urbano.

## Historia

### Edad Antigua
Se cree que existía una villa romana en la ubicación de Portosín conocida como Portus Sinum y que la actual iglesia parroquial de Goiáns fue reconstruida sobre un antiguo templo de esta época. También existen referencias de una mansión, cuyos mosaicos fueron analizados por arqueólogos. Además han sido halladas aras y lápidas funerarias en la zona. Los romanos impulsaron la pesca en las costas de la península del Barbanza, ampliando pequeñas factorías de la industria salazonera, ya iniciadas por los celtas.
Además los romanos construyeron dos importantes calzadas en la zona. Una partía desde la aldea de Bemil, cerca del actual Caldas de Reyes, llegaba al río Ulla y continuaba a través de los actuales municipios de Rianjo y Boiro, donde comenzaba el ascenso hacia la sierra del Barbanza por la parroquia boirense de Cures, y de allí bajaba a Nebra, donde se bifurcaba por un lado hacia el castro de Baroña ya romanizado, y el por otro hacia Portus Sinum (Portosín).

### Edad Media
En el siglo V con la Caída de Roma, Portus Sinum fue arrasada por los Suevos. La villa fue desmantelada y en los siglos siguientes imperó en el lugar la miseria. En el año 934 el Barbanza pasaría a depender de Santiago tras la donación de Ramiro II, pasando a pagar impuestos a esta conocidos como Quintas y más tarde los conocido como Tercias. En esa época existían en el Barbanza 24 Parroquias que pagaban impuestos.
Los piratas musulmanes se establecieron en la isla de la Creba y el monte Louro en 1115 para saquear la zona, hasta que fueron expulsados tras 6 meses cuando el arzobispo Diego Gelmírez ordenó construir una escuadra.
La miseria perduró hasta que unos pocos frailes construyeron un pequeño cenobio al pie de un arroyo. A través de la sucesivas donaciones los frailes acabarían por hacerse con casi todas las tierras de Portus Sinum y la rebautizarían con el nombre de San Saturnino de Goyanes, nombre que aún conserva la parroquia.

### Edad Moderna
En 1574 por mor de una epidemia, se declaró la cuarentena en Goyanes por razones de salud. Los frailes actuaron como médicos de la villa hasta que se levantó la cuarentena. Este humilde cenobio se acabaría convirtiendo en un importante convento de grandes rentas del que solo se conserva el nombre de la parroquia, luego de entrar en decadencia.

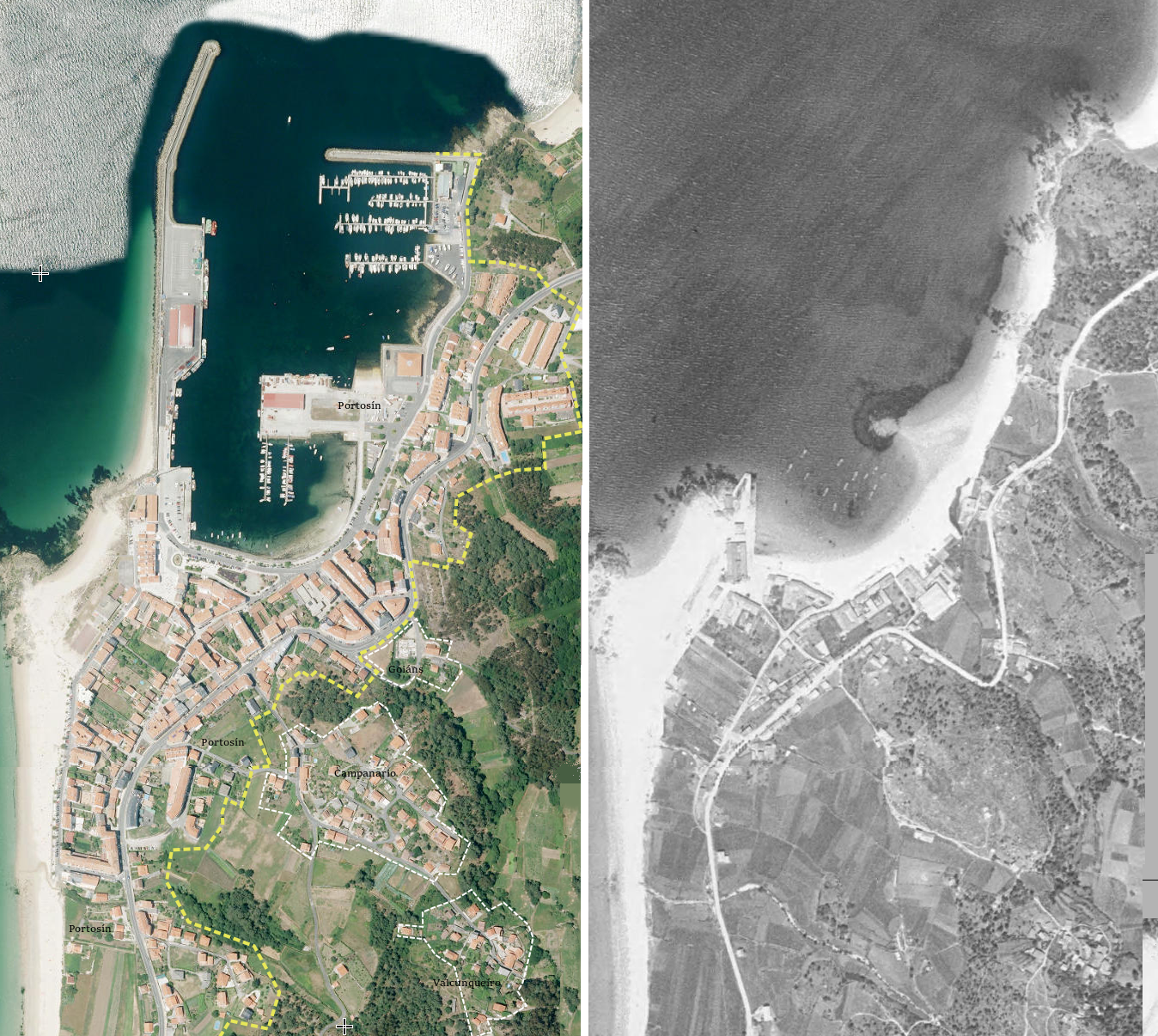
Portosin 2017-1955

A principios del siglo XVII Goyanes contaba con 34 feligreses. En estos años Portosín alternaba entre labores marítimas y agrícolas. Se repusieron las antiguas fábricas de salazón con los elementos tradicionales y poco eficientes hasta que en el siglo XVII se instalaron en la zona familias catalanas, trayendo consigo modernas fábricas y avances en el sector, convirtiendo a Portosín en el orgullo de la próspera Ría de Noya. Portosín experimentó un notable crecimiento debido a los puestos de trabajo creados: Los hombres tripulando las flotas de embarcaciones y las mujeres en las labores de conservación de la pesca.

### Edad Contemporánea
En 1812 Goyanes y Portosín dejan pertenecer al señorío jurisdiccional de Noya y se incluyen en el municipio de Puerto del Son, hecho que queda ratificado en 1835 con la adopción definitiva del liberalismo en España.
A principios del siglo XX, con la Primera Guerra Mundial, la sardina desapareció de las rías gallegas, sumiendo a los pueblos costeros en otro período de pobreza y hambre. Esta crisis perduraría por varios años, por lo que las flotas fueron varadas en las playas, donde las lluvias y el sol las carcomieron. Las fábricas se derrumbaron y los vecinos a duras penas pudieron superar este periodo con sus rentas o ahorros. A finales de la década de los años 20 la xouba volvió a la ría, pero ya no se disponía de barcos ni de redes y la recuperación vino de la mano de barcos del puerto de Moaña.
La villa de Portosín tal y como la conocemos comenzó a gestarse en el siglo XX y no fue hasta finales de este Siglo que la villa comenzaría un proceso de expansión fruto del turismo y del repunte de la actividad marinera hasta el punto que la administración llegó a construir un puerto pesquero y más recientemente un puerto náutico. Fruto de esto Portosín acabó por superar a otras localidades del municipio hasta el punto de convertirse en una villa urbana, la segunda localidad en población e importancia a nivel municipal y de vital importancia a nivel comarcal. Posee casi todos los servicios propios de una cabecera municipal a pesar de no serlo.
En la actualidad está en marcha un proyecto por parte del gobierno autonómico para construir una variante en Portosín que dé continuidad a la de Noya que sirva acceso a la villa a través de una vía rápida reduciendo el tráfico en la AC-550 que ahora la atraviesa.

## Economía
Los principales sectores económicos de la villa son el primario y el sector servicios. Presenta una menor diversificación de las actividades económicas que la villa de Puerto del Son.
Una de las principales actividades económicas de la villa es el turismo de sol y playa. La villa recibe turistas principalmente de la vecina Noya y de Santiago de Compostela, pues es una de las playas más próximas a la capital.
Otra de las principales actividades de la villa es la pesca, el marisqueo y otras actividades relacionadas con el mar. La villa posee uno de los puerto pesqueros más grandes e importantes de la ría de Muros y Noya.
La mayor parte del sector servicios y del comercio en el municipio está presente especialmente en los núcleos urbanos: Portosín y Puerto del Son. Especialmente en las zonas más nuevas de estos. La poca industria del municipio está presente principalmente en la villa de Puerto del Son y en mucha menor medida en Portosín.

## Demografía
| Gráfica de evolución demográfica de Portosín entre 2000 y 2018 |
|                                                                |
| Población de derecho según el padrón municipal del INE         |